# 恩斯特·施密特 (生物学家)
恩斯特·约翰内斯·施密特（丹麥語：Ernst Johannes Schmidt，1877年1月2日—1933年2月21日）是一位丹麦生物学家。他在1920年发现欧洲鳗鱼会迁移到马尾藻海产卵，在此之前，北美和欧洲的人们一直好奇小型玻璃鳗是从哪来的。

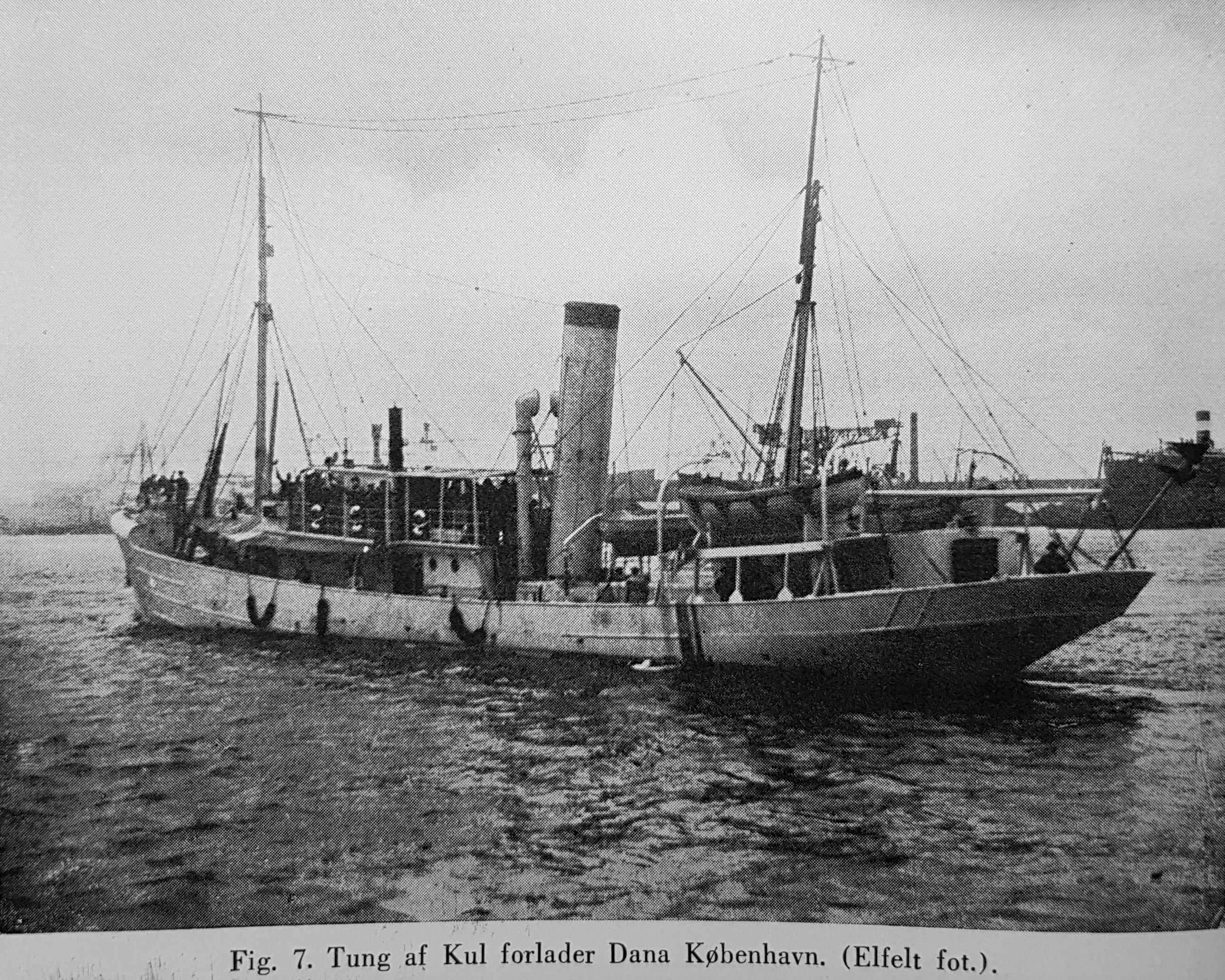
丹麦的科考船达纳号（摄于1928年）

## 经历
施密特出生于丹麦的耶厄斯普里斯，他的父母是欧内斯特·施密特和卡米拉·艾伦·索菲·施密特。施密特在哥本哈根大学师从于植物学教授尤金纽斯·瓦尔明 ，在此他开始了他的自然史研究，并于1898年获得生物学硕士学位。随后，他获得嘉士伯基金会的资助，研究泰国（当时还是暹罗）阁昌岛沿海地区的植物群，包括红树林和小水藻。1903年10月，他完成了他的博士论文，论文主题是红树林的枝条结构。接着，他开始担任瓦尔明老师的助教
施密特随后转向了海洋动物学研究。1902到1909年间，他在哥本哈根大学植物研究所以及丹麦海洋调查委员会兼职。1909年，他被任命为嘉士伯实验室生理学系主任，施密特一直担任这个职位直到去世。
施密特同时从事藻类研究，他研究了黎氏藻属（居住在硅藻内的，形成丝状异胞囊的蓝细菌），并做了许多植物生理学、遗传学、海洋科学以及鱼类学方面的工作。
从1904年开始，约翰内斯·施密特主导了许多与鳗鱼相关的探险。当时的人们认为，欧洲鳗鱼在地中海产卵，因为这是唯一观察到幼年鳗鱼的地方。然而，由施密特率领的托尔北大西洋探险队在法罗群岛以西的一处捕获了有史以来在大西洋上观察到的第一只幼鳗。 这一发现深刻影响了施密特的职业生涯，在接下来的几年里，他又进行了一系列的探险，旨在寻找神秘的鳗鱼产卵地。他通过系统性地在大西洋深海拖网来缩小自己的搜索范围，慢慢的朝着鳗鱼出生地移动。 1921 年，在第二次达纳探险中，他终于找到了鳗鱼的产卵场，也就是马尾藻海。  1928年至1930年，他领导了由嘉士伯基金会资助的第三次达纳探险，进行了为期两年的环球航行。
这里有一个特殊的事件值得我们注意：曾有一篇关于鳗鱼生活史的论文在1912年的德国出版，最初它被送到伦敦由皇家学会出版，但该文章被拒绝了，并附带注明“这个问题已经由格拉西（Giovanni Battista Grassi）完满的解决了”。这是同行评审的一个失败案例。 十年后，施密特关于鳗鱼出生地的著作被英国皇家学会认可 ，甚至后来他还被授予达尔文奖章。 

## 个人生活
1903年，他与老嘉士伯啤酒厂的首席总监索伦·库尔（Søren Anton van der Aa Kühle）的女儿英格堡·库尔（Ingeborg Kühle) 结婚。1933年2月，施密特因为流感在哥本哈根逝世， 他被埋葬在哥本哈根的韦斯特墓地。 

## 荣誉
- 丹麦皇家科学院院士
- 名誉博士，利物浦大学，1923
- 牛津大学韦尔登纪念奖，1923
- 爱丁堡皇家学会名誉研究员，1927
- 达尔文奖章, 1930
- 亚历山大·阿加西奖章，1930
- Galathea 奖章，1930
- Geoffroy Saint-Hilaire 奖章，1931
- 黑海中上层尖嘴鱼施氏海龙（Syngnathus schmidti）以他的名字命名。 [9]